# Úmar (nom)
Úmar és un nom masculí àrab (àrab: عمر, ʿUmar) el significat del qual està vinculat a la idea de ‘viure molt de temps'. Si bé Úmar és la transcripció normativa en català del nom en àrab clàssic, també se'l pot trobar transcrit Umar, 'Umar, Omar, Oumar. Com que Úmar és el nom d'un dels primers musulmans i segon califa, Úmar ibn al-Khattab, aquest nom també el duen molts musulmans no arabòfons que l'han adaptat a les característiques fòniques i gràfiques de la seva llengua: albanès: Omer; àzeri: Ömər; bosnià: Omer; indonesi: Umar; kurd: Omer; malai: Umar; serbi: Омер; somali: Cumar; suahili: Omar; tàtar: Гомәр; turc: Ömer. En la forma Omar —accentuat normalment a la darrera síl·laba— i desvinculat de la religió islàmica, ha esdevingut un patronímic prou comú en moltes llengües, especialment en castellà i anglès.
Vegeu aquí personatges i llocs que duen aquest nom.
Vegeu aquí articles de la viquipèdia que comencen per Úmar.
Vegeu aquí articles de la viquipèdia que comencen per Omar.